# 三重県道32号伊勢磯部線
三重県道32号伊勢磯部線（みえけんどう32ごう いせいそべせん）は三重県伊勢市と志摩市を結ぶ県道（主要地方道）である。伊勢市本町の 伊勢神宮（外宮）前から伊勢市宇治浦田町の猿田彦神社前までを御木本道路（みきもとどうろ）と呼び、伊勢市宇治館町から志摩市磯部町恵利原〔川辺（かわなべ）〕までを伊勢道路（いせどうろ）と呼ぶ。

## 概要

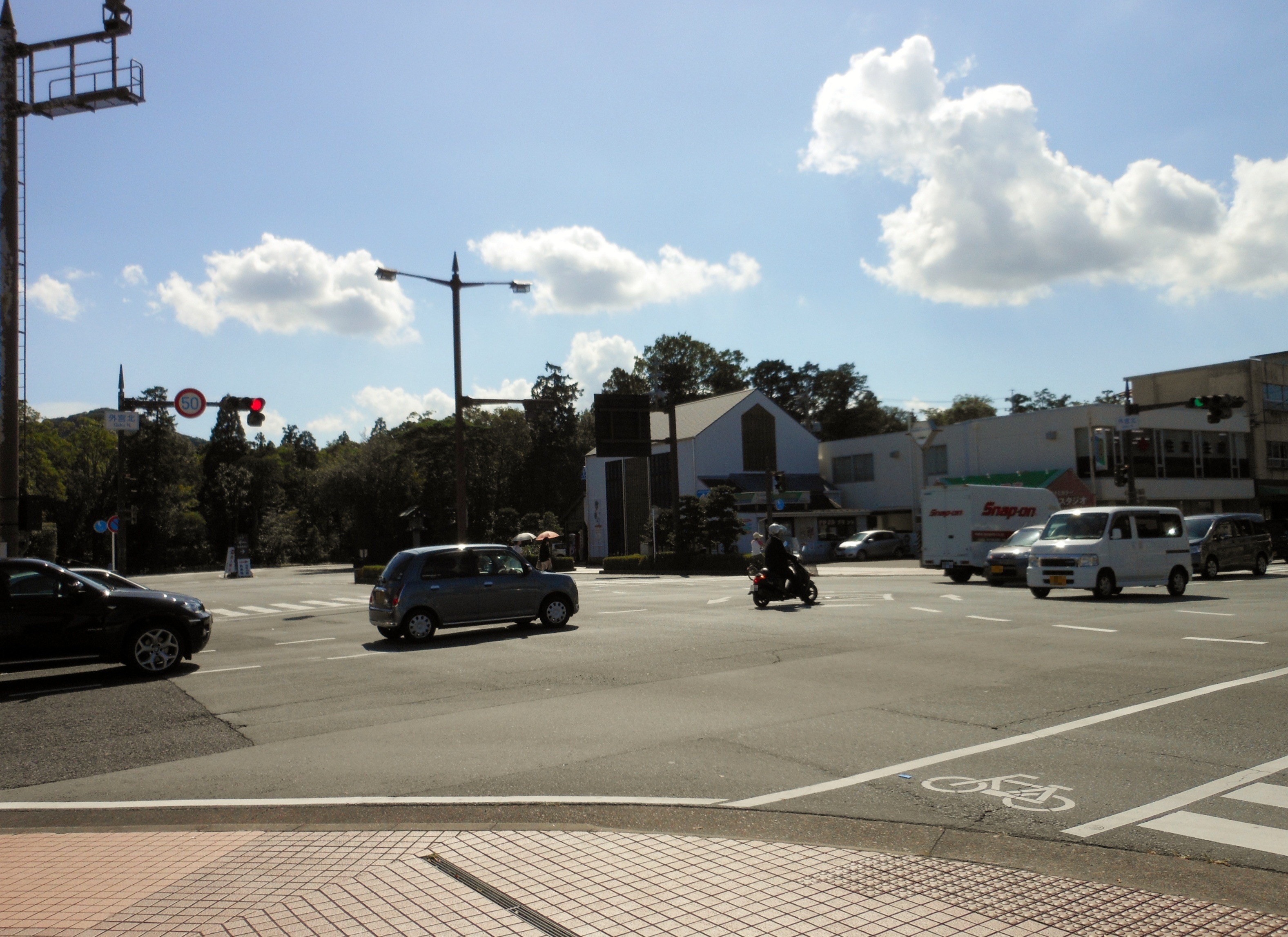
県道32号・御木本道路起点
（外宮北交差点）

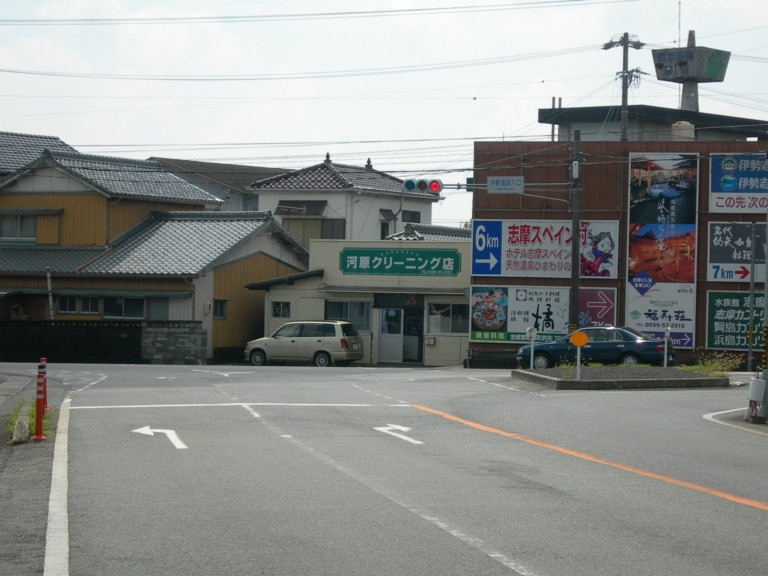
志摩市磯部町川辺終点

三重県道32号伊勢磯部線は三重県道37号鳥羽松阪線と三重県道22号伊勢南島線の交差点付近の伊勢神宮外宮前伊勢市本町を起点とし、勢田町、宇治浦田町までの市街地の約3.1 kmの区間の御木本道路と、宇治館町から志摩市磯部町恵利原までの山中と磯部町恵利原の水田地帯を通り、志摩市磯部町の市街地の磯部町川辺で国道167号に接続する約15.2 kmの区間の伊勢道路を統合した三重県道である。御木本道路と伊勢道路は一本の道として繋がっているが、宇治浦田町から宇治館町までの区間に特別な別称がないため、御木本道路と伊勢道路の延長を合計した約18.3 kmは三重県道32号伊勢磯部線の総延長よりも短い。
伊勢道路の料金所に併設されていた売店は料金所廃止後に拡大され、2006年現在も伊勢道路を通過する前後の休息場所として利用されている。磯部町には売店などは作られなかったが、沿線が民有地であるため土産物屋やガソリンスタンドなどが出店している。
1995年（平成7年）に国道167号鵜方-磯部バイパスの恵利原-穴川間が伊勢道路と接続され、接続するT字路にトイレのある休息所アメニティ道路磯部ステーションが作られた。
平成17年度の国土交通省の調査によると、伊勢磯部線の志摩市磯部町恵利原での平日24時間交通量は14,189台で、開通当初の8倍以上の交通量になっている。

### 路線データ
- 起点：伊勢市本町301番地[1][2]（外宮北交差点）
- 終点：志摩市磯部町恵利原字草ラギ303番4[1]（恵利原アメニティー前交差点）
- 総延長：17.0982 km[1]
- 実延長：17.0516 km[1]
- 重用延長：46.6 m[1]
- 橋梁：19本（総延長：511.2m）[1]
- トンネル：2本（総延長：1.3277 km）[1]

## 沿革
この道路は御木本道路と伊勢道路を統合して認定された県道であり、県道に認定されるまでの沿革を記す。

### 御木本道路

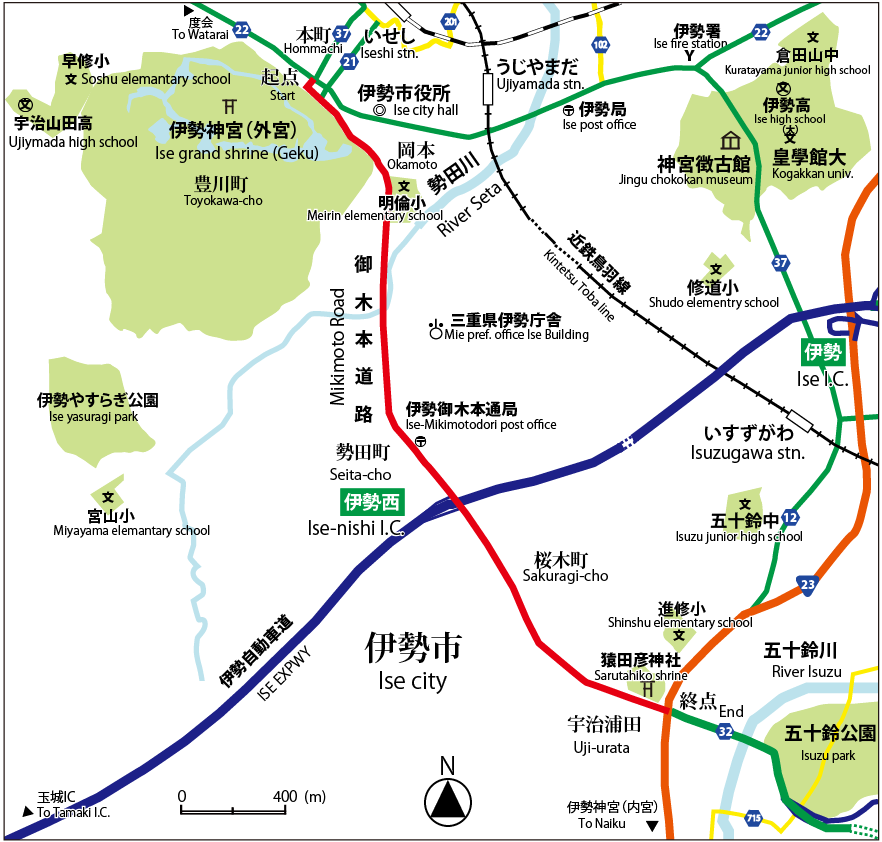
御木本道路の地図

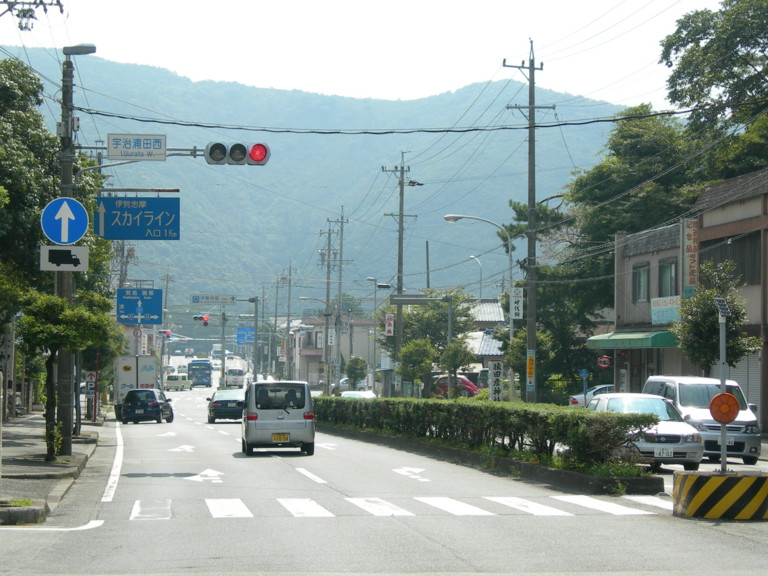
猿田彦神社前御木本道路終点付近

御木本道路は伊勢神宮外宮前と内宮鳥居前町の宇治浦田町を結ぶ、延長3,110m幅員16mの道路である。
1945年（昭和20年）に米寿を迎えた真珠王御木本幸吉が、外宮から内宮までの近道を整備する資金を提供したことからこの道路の計画が具体化され、のちに御木本道路と呼ばれることになる。伊勢神宮の外宮前の伊勢市豊川町から内宮前の伊勢市宇治浦田町までの豊川-浦田線が一般都市計画事業とされ、資金の不足分を国と三重県が補助することとなり、幅を4.5m、1949年度（昭和24年度）に1,320m、1950年度（昭和25年度）に1,052mの区間を整備する計画が立てられたが、実際には昭和24年度に460m、昭和25年度に477mが整備されたに留まり、完成は昭和26年度まで持ち越された。当初の計画では歩行者と自転車のみの道路で、自動車の通行は禁止することになっていたが、自動車が増加した場合のバイパス機能を与えるために自動車が通行可能な道路として作られた。
御木本道路は昭和50年ころより順次拡幅工事が行なわれ中央分離帯を持つ両側4車線道路となり、1993年（平成5年）3月29日に伊勢自動車道伊勢西インターチェンジが作られ、伊勢市内の重要幹線となった。
初詣で伊勢市内が混雑する大晦日から正月には伊勢西インターチェンジは自家用車の出入りが禁止され、御木本道路はバス専用道路となる。

### 伊勢道路

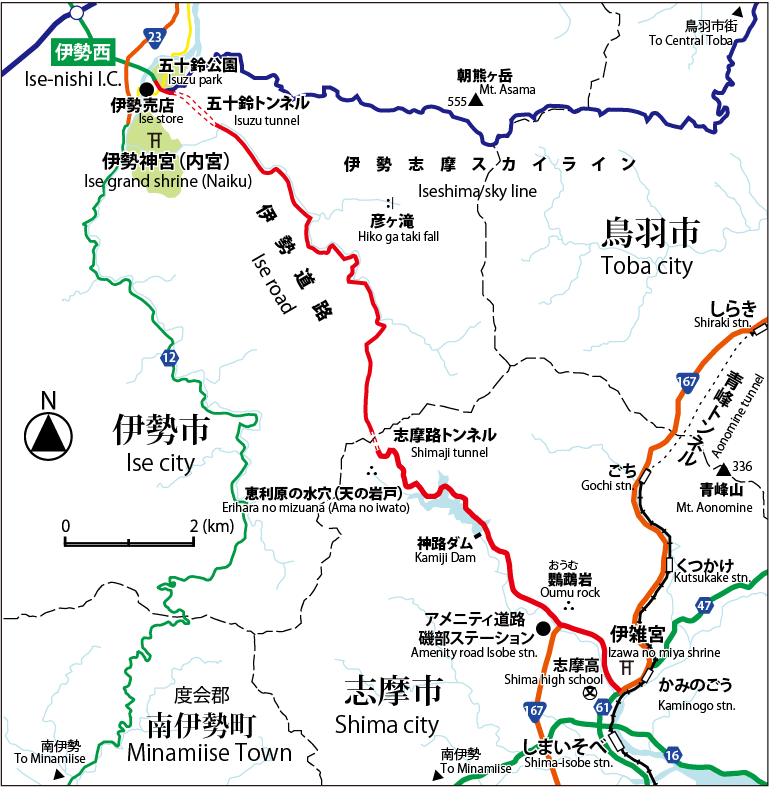
伊勢道路の地図

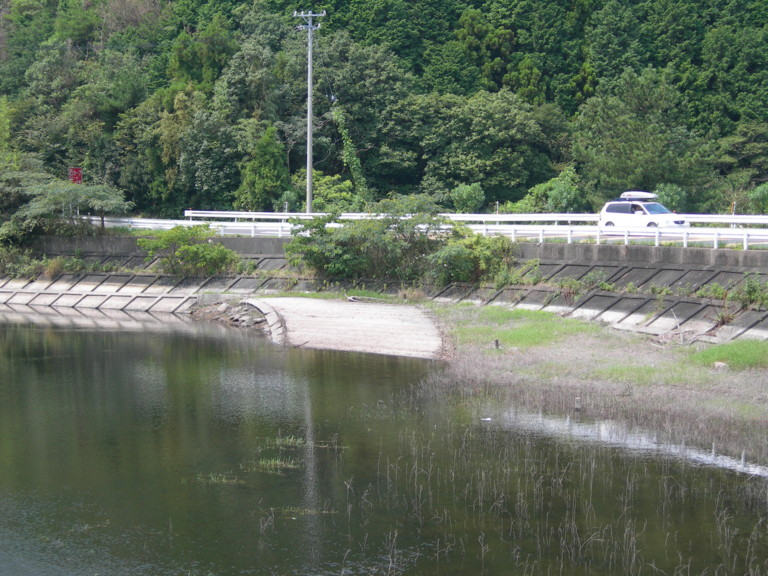
神路ダムに沈んだ旧道

伊勢道路は伊勢市宇治館町から志摩市磯部町川辺までの15.2 kmを整備し、有料道路とした伊勢道路が無料開放された道路である。

#### 伊勢道路以前
志摩市磯部町恵利原から標高約240mの逢坂峠を越え、伊勢神宮神域の島路山を流れる島路川に沿って伊勢市宇治館町に至る道は、江戸時代には逢坂越えと呼ばれていた。志摩半島を縦断するこの道は旧志摩国から旧伊勢国への最短距離になる道であったが、磯部町側は急勾配であり、九十九折りの道の形状から「ナナマガリ」、同じような景色が続き狐に化かされたように感じることから「狐坂」とも呼ばれた。明治中ごろまでは志摩地方で水揚された魚類を伊勢市河崎町の市場まで担い棒を用いて徒歩で運ぶ「徒荷持（かちにもち）」で賑わったが、一人で一度に運べる量が限られるだけでなく、早朝に河崎町に到着するには磯部を夕方に出て、山道を徹夜で歩く必要があった。
1891年（明治24年）から1893年（明治26年）にかけて逢坂峠を約30m切り崩す大改修が行なわれ、大八車が通行可能となり、県道一等道路山田波切線に指定され、「磯部街道」と呼ばれるようになった。この道は人力車も通行するようになり、逢坂峠付近には大八車や人力車を押す手伝いをする業者が現れ、人力による大量輸送が始まった。この1893年（明治26年）は伊勢市西部を横切る宮川手前の宮川駅まで参宮鉄道（のちの参宮線）が開通した年であり、平野部では人力輸送が衰退し始めた時期と言える。
1903年（明治36年）に逢坂峠に隧道を作る計画が立てられ調査が開始されたが、1904年（明治37年）2月6日日露戦争が勃発し計画が頓挫してしまう。
1911年（明治44年）に参宮線が鳥羽駅まで延長されてからは、磯部から伊勢市までは、鳥羽駅から山田駅（現在の伊勢市駅）まで参宮鉄道を利用して鳥羽市を経由することが一般化した。1914年（大正3年）には志摩市と鳥羽市の境にある五知峠の開削工事が行なわれ鳥羽道（伊勢市-鳥羽市間の街道も鳥羽道と呼ばれた）と呼ばれるようになり、1919年（大正8年）には磯部村の作田久治らによる志摩自動車会社が鵜方-鳥羽間の乗合自動車運行が始まった。1929年（昭和4年）に志摩電気鉄道（現在の近鉄志摩線）が鳥羽 - 賢島間を結んだため、磯部道は寂れることになった。1935年（昭和10年）に再び隧道の計画が立てられたが、今度は1937年（昭和12年）に日中戦争が勃発し、計画は再び頓挫した。
第二次世界大戦が終戦し、1949年（昭和24年）に磯部町から鳥羽市まで国道167号が整備された。

#### 伊勢道路

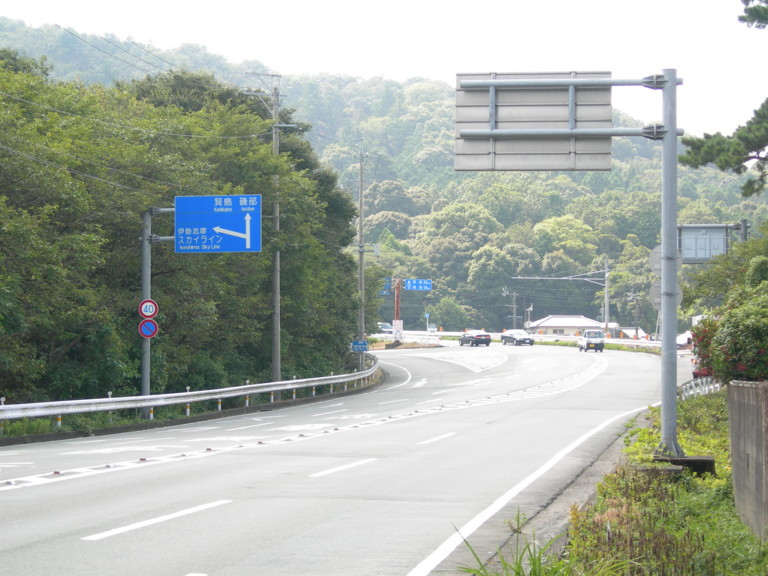
伊勢道路起点

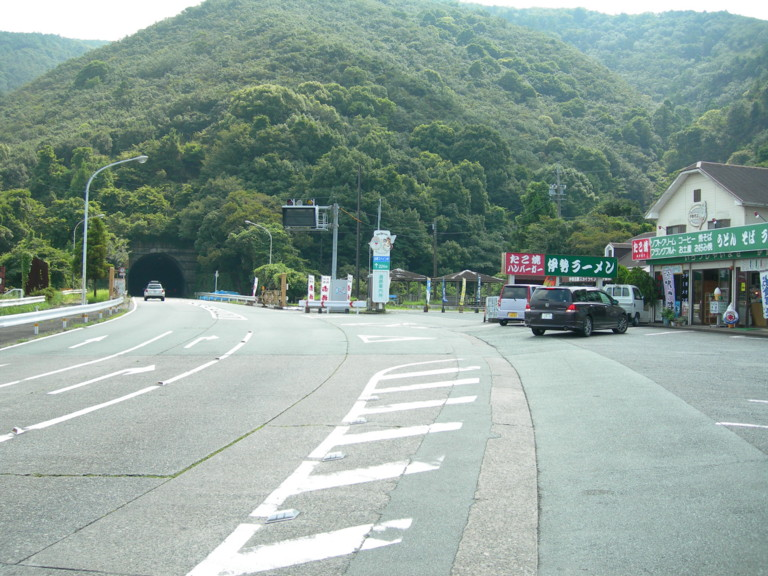
伊勢道路売店

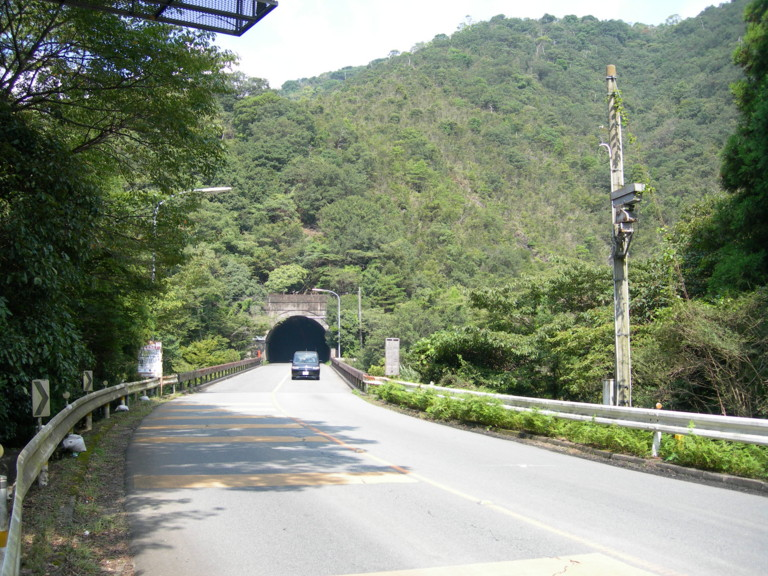
五十鈴トンネル志摩市側

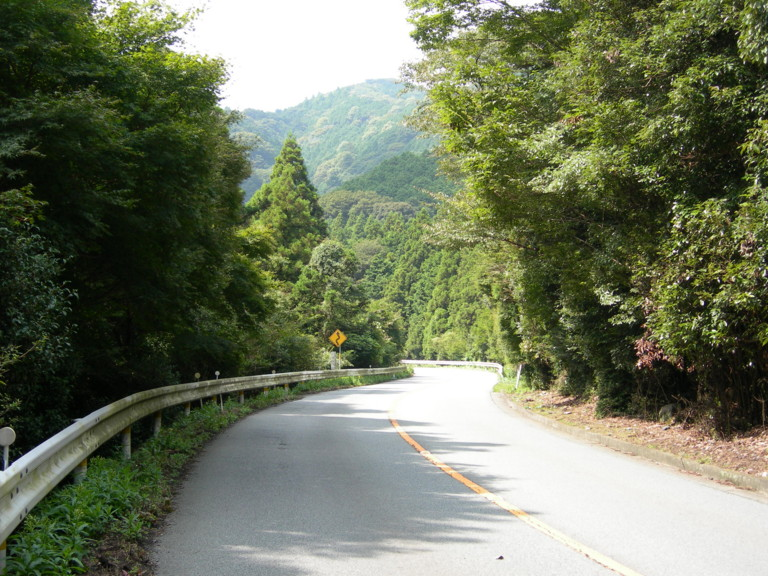
島路山山中

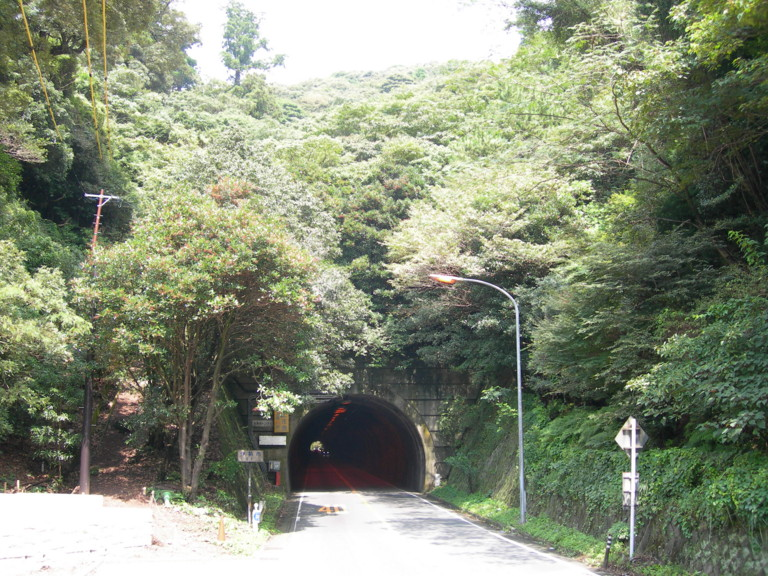
志摩路トンネル志摩市側

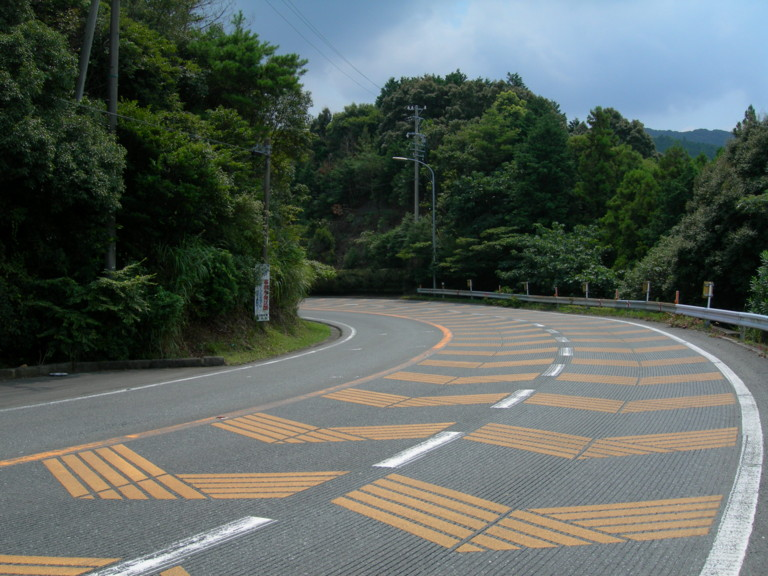
登坂車線

終戦より16年経った1961年（昭和36年）12月、志摩地方で60年越しの悲願となっていた磯部街道の大改修計画が三重県と道路公団により再開された。発達したモータリゼーションとともに鉄道から観光バスと自家用車へ変化した観光の移動手段に適応し、朝熊山への伊勢志摩スカイラインと複合した観光道路としての計画で、志摩地方を観光地として開発、観光客を志摩地方へ誘導することが主な目的であり、志摩地方の生活道路としての要望を重視したものではなかった。工費の回収のために有料道路とされ、伊勢志摩スカイラインとの分岐に近い五十鈴トンネルの伊勢市側のみに料金所と、トイレのある売店が作られた。この料金所の位置設定により、伊勢市から磯部町へ向かう場合は問題がないが、磯部町から伊勢市へ向かう場合には料金所の待ち行列が五十鈴トンネル内に至ってしまうことがたびたび生じた。
総工費11億6,000万円を投じ、逢坂峠に全長約455mの志摩路トンネルと、朝熊山の西端に全長約870mの五十鈴トンネルを穿った大工事は4年後の1965年（昭和40年）2月13日に竣工し、同年8月14日に供用された。幅員5.5mの完全舗装道路に生まれ変わった磯部街道は「伊勢道路」と名付けられた。鳥羽市経由に比べて距離で約12km、所要時間で約30分短縮した伊勢道路は昭和40年度には約58万台、上下線合わせて1日あたり平均約1,600台に利用された。
伊勢道路は1973年（昭和48年）8月に三重県道路公社に引き渡された。「三重県史 資料編 現代2 産業・経済」に記載された1973年（昭和48年）8月1日からの伊勢道路の通行料金を以下に記す。鈴鹿公園有料道路に比べて約50%、志摩有料道路に比べて20-32%であった。
| 伊勢道路に設定されていた通行料金 | 伊勢道路に設定されていた通行料金 | 伊勢道路に設定されていた通行料金 | 伊勢道路に設定されていた通行料金 |
| -------------------------------- | -------------------------------- | -------------------------------- | -------------------------------- |
| 普通自動車（乗用）               | 200円                            | 普通自動車（貨物）               | 250円                            |
| 小型自動車（乗用）               | 120円                            | 小型自動車（貨物）               | 120円                            |
| 特殊自動車（大型）               | 500円                            | 特殊自動車（小型）               | 50円                             |
| 乗合自動車（路線）               | 400円                            | 乗合自動車（その他）             | 500円                            |
| 軽自動車                         | 50円                             | 原動機付自転車                   | 30円                             |
| 軽車両                           | 20円                             | 自転車その他の車両               | 10円                             |

伊勢道路開通時には自動車の排気ガスで神域の木が枯れてしまうのではないかという声があったが、1978年（昭和53年）ころより排出ガス規制が行なわれるなど自動車が改良されたこともあり杞憂に終わっている。
旧県道山田波切線の大部分は伊勢道路と一致するが、現在の五十鈴トンネルのある山を神宮へ迂回していた部分は伊勢道路に用いた区間と交換する形で神宮に引き渡され、2006年（平成18年）でも一部が現存している。
伊勢道路の五十鈴トンネルと志摩路トンネルの間の約6.8 kmは伊勢神宮の所有する森林であることから極端な切り崩しを控え、急カーブが連続することになってしまった。1976年（昭和51年）3月に志摩路トンネル磯部町側の上り車線に登坂車線が設置される工事が行なわれるなど、開通当初に比べれば安全で円滑な通行が可能になるように改良されているが、2006年現在この地方では交通事故の多い道路であり、トレーラーなどは国道167号へ迂回することがある。
伊勢道路開通とともに三重交通により近鉄志摩線よりも所要時間が短い乗合バスが運行され、伊勢市内などへの通勤、高校・大学への通学が可能な範囲が広がった。
志摩地方には総合病院の三重県立志摩病院があるが、規模と設備から急患に対応できないことが多々あった。伊勢道路開通後は伊勢市内などの総合病院への急患搬送の時間が大幅に短縮され、多くの人命が救われたという。

#### 無料開放
開通より20年後の1985年（昭和60年）には三重県道路公社から三重県に引き継がれ、1973年（昭和48年）8月に予定されていた1995年（平成7年）の料金徴収期間より10年前に無料開放となり、文字通り伊勢道路になった。
その後伊勢道路と御木本道路が統合され、三重県道32号伊勢磯部線となった。

### 年表
- 1971年（昭和46年）6月26日 - 建設省（現・国土交通省）が主要地方道伊勢磯部線を路線指定[5]。
- 1993年（平成5年）5月11日 - 建設省から、主要県道伊勢磯部線が伊勢磯部線として主要地方道に再指定される[6]。

## 路線状況

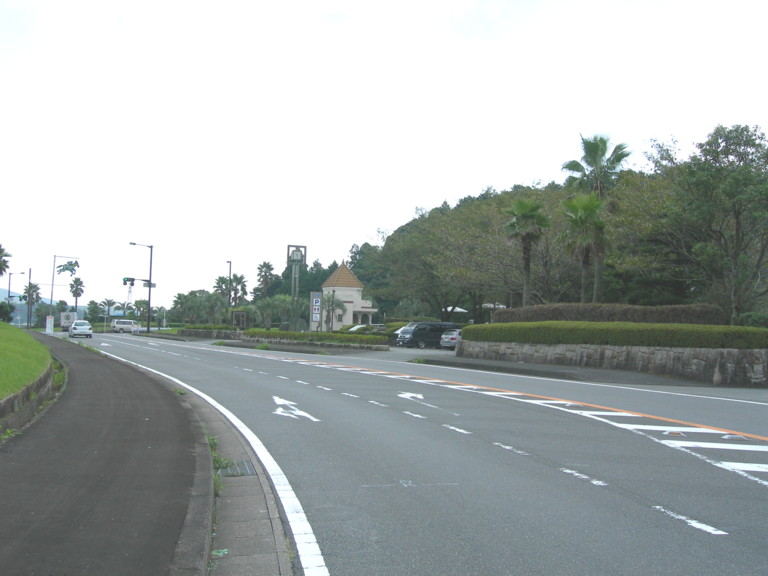
国道167号交差点（恵利原アメニティ前交差点）

### 別名
- 御木本道路（伊勢市）
- 伊勢道路（伊勢市）
- 磯部道（志摩市）

### 道路施設ほか
峠
- 逢坂峠（伊勢市宇治館町、志摩市磯部町恵利原）
伊勢市と志摩市の境にある標高242.2mの峠。伊勢道路は標高155.8m付近を志摩路トンネルで通過する。伊勢道路開通後も逢坂峠周辺の道は神宮の管理用の林道として使用されており、磯部町だけでなく五十鈴川流域の神路山へも通じている。

トンネル
- 五十鈴トンネル（伊勢市宇治館町） - 全長約870m。トンネル内がカーブしている。
- 志摩路トンネル（伊勢市宇治館町、志摩市磯部町恵利原） - 全長約455m。

### 利用状況
交通量
| 地点                         | 平日12時間        | 平日24時間        |
| 地点                         | 2005年度⇒2010年度 | 2005年度⇒2010年度 |
| 伊勢市勢田町<御木本道路>     | 9,892台⇒10,323台  | 12,068台⇒13,833台 |
| 志摩市磯部町恵利原<伊勢道路> | 10,856台⇒11,048台 | 14,189台⇒14,161台 |

## 地理

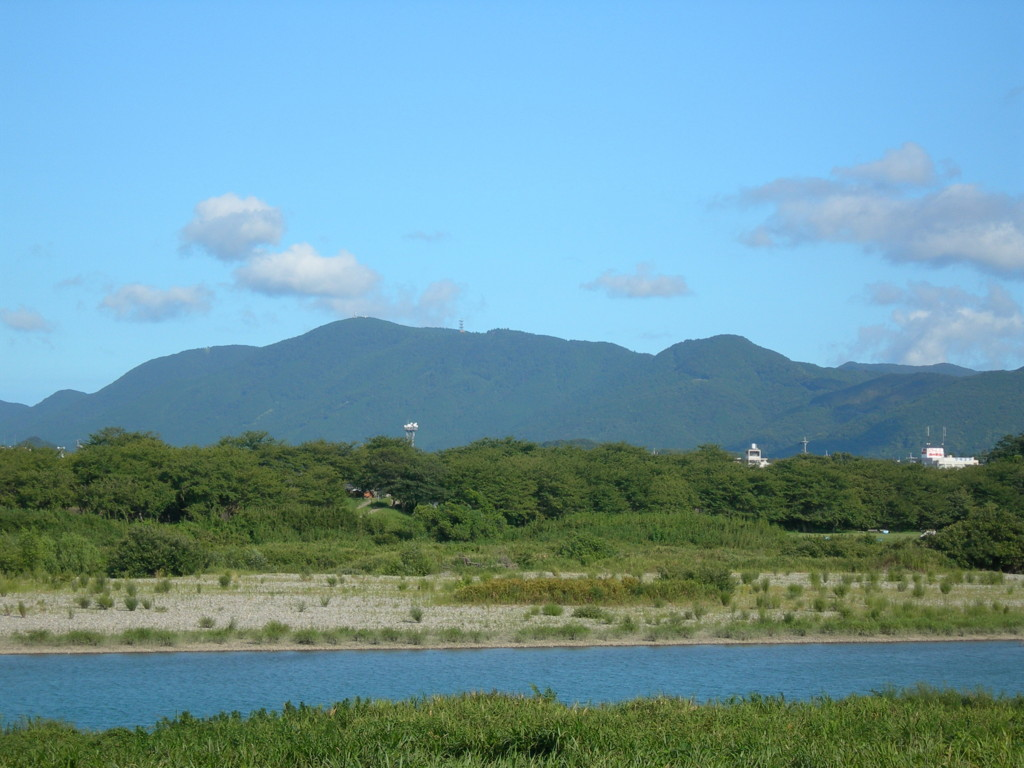
朝熊山遠景

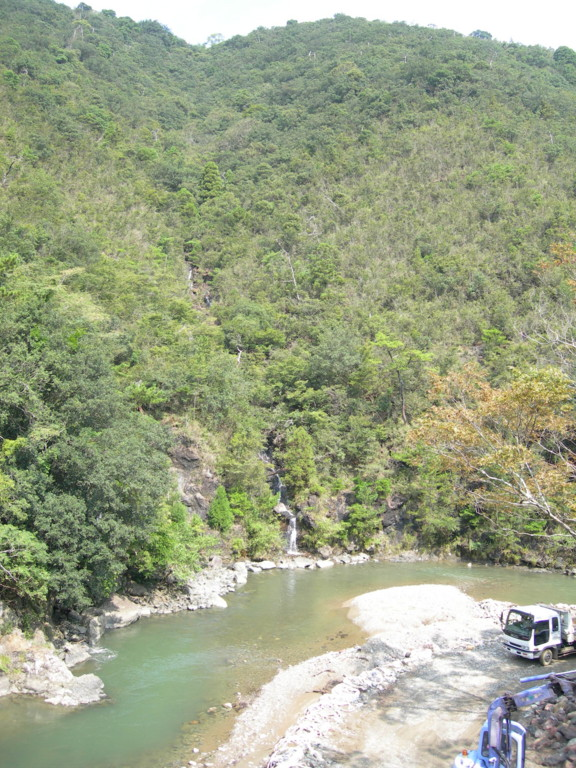
島路山と島路川

### 通過する自治体
- 伊勢市
- 志摩市

### 接続道路

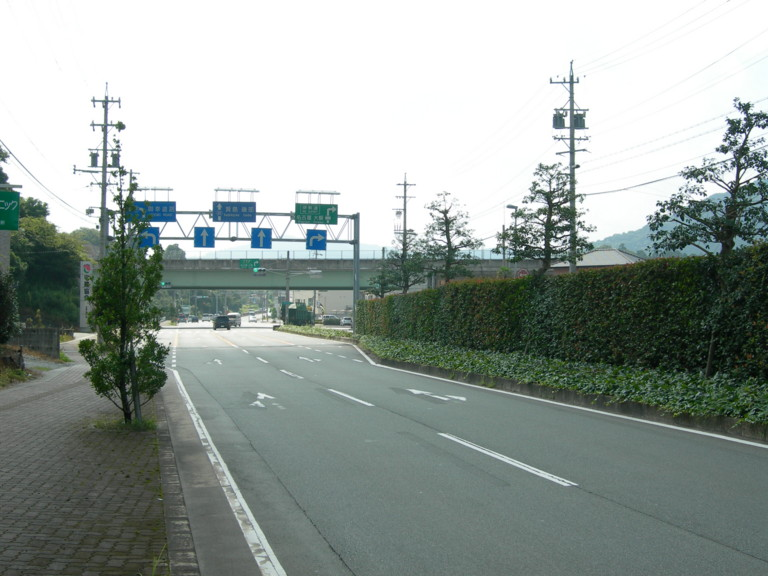
伊勢西インターチェンジ

- 三重県道37号鳥羽松阪線・三重県道22号伊勢南島線（伊勢市岡本町、起点）
- 伊勢自動車道 伊勢西インターチェンジ（伊勢市勢田町）
- 国道23号（伊勢市宇治浦田町）
- 伊勢志摩スカイライン
- 国道167号（終点）

### 沿線にある施設など
- 伊勢神宮（外宮）
- 茜社
- 伊勢市立明倫小学校
- 三重県伊勢庁舎
- 中山寺
- 猿田彦神社
- 浦田町駐車場
- 伊勢神宮（内宮）
- 五十鈴公園・三重県営総合陸上競技場・体育館

### 観光など

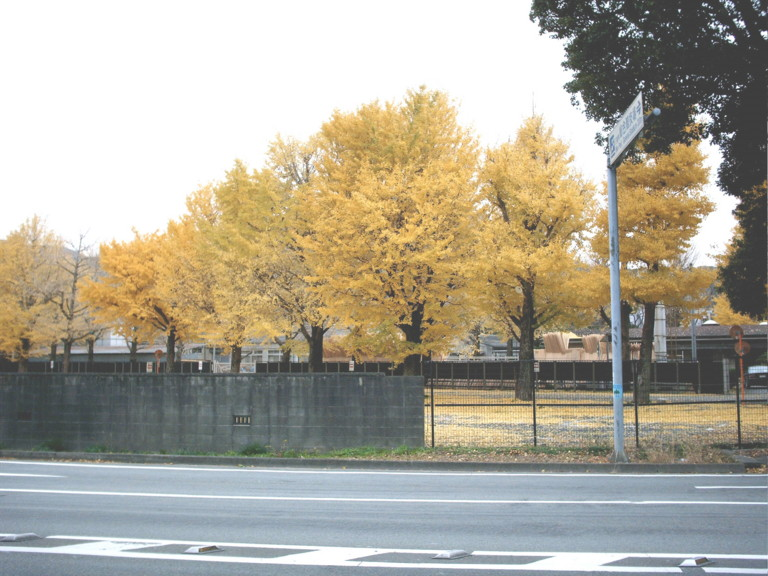
神宮宇治工作所の銀杏

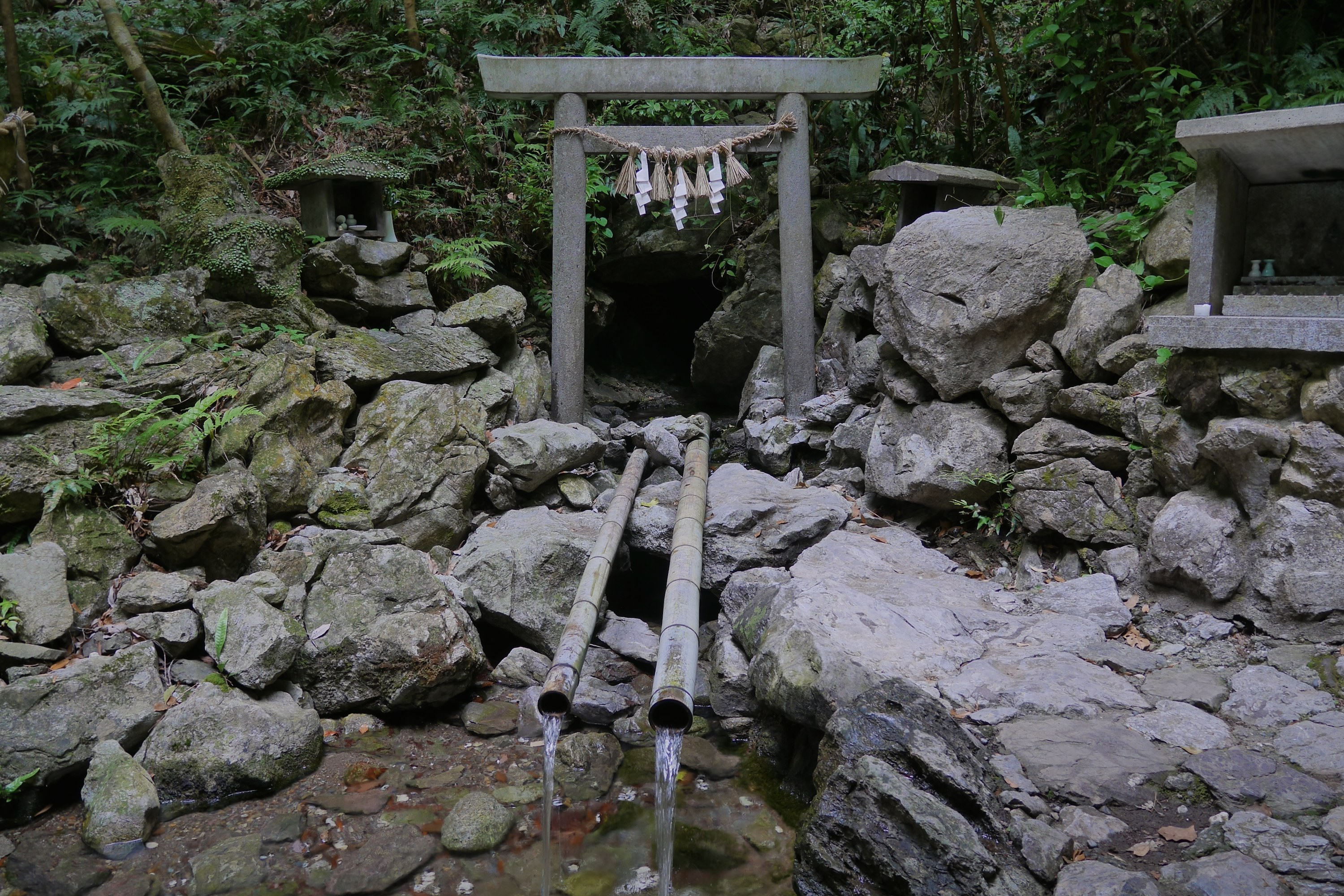
恵利原の水穴

- 恵利原の水穴（天岩戸）（志摩市磯部町恵利原）
神路ダムの登坂車線のある区間の鳥居から入る。伊勢市から磯部町へ向かう場合は右折になる。水穴までの道路は狭いが、水穴手前にトイレのある駐車場がある。
- アメニティ道路磯部ステーション（志摩市磯部町恵利原） 国道167号と接続するT字路にある休憩所で、トイレがある。
- おうむ岩（志摩市磯部町恵利原）
国道167号と接続するT字路から約200m東方から北に曲がる道を入り、山を登った先に、切り立った岩が音を反射するおうむ岩（おうむ石・鸚鵡石とも）と呼ばれる奇岩がある。「語り場」と「聞き場」がわかれているため1人では反響は楽しめないが、おうむ岩展望台から磯部町を望むことができる。おうむ岩の近くに駐車場がある。国民宿舎伊勢志摩ロッジが付近にあったが、2010年に廃業した。
- 神宮宇治工作所（伊勢市宇治館町） - 施設内に銀杏があり、紅葉の名所となっている。

周辺の山
- 朝熊山（三重県伊勢市・鳥羽市）
志摩半島最高峰の朝熊山は標高555mで、伊勢道路と同時期に開発された伊勢志摩スカイラインが山頂付近を通っている。伊勢道路と伊勢志摩スカイラインではどちらからもUターンに近い右折になる。
- 島路山（伊勢市宇治館町）
五十鈴川支流の島路川の流域を島路山と呼ぶ。島路山は神宮の神域とされており、伊勢道路の島路山の区間には自動販売機や広告看板などは一切なく、道路標識と入山禁止などの看板が点在するだけである。神域は禁猟区になっているため、イノシシやシカなどの野生動物が多数生息しているほか、神宮式年遷宮に用いるヒノキの人工林以外に広葉樹も保護されており、学術的に貴重な針広混交林とされ、晩秋時には紅葉が美しい。

周辺の川
- 五十鈴川（伊勢市宇治浦田町）
志摩国と伊勢国の境を源流とし、神路山を流れ、内宮宮域で島路川・朝熊川？と合流し、伊勢市二見町溝口で五十鈴川派川と分岐し、伊勢湾に注ぐ。
  - 浦田橋（伊勢市宇治浦田町-宇治館町）
五十鈴川を超える橋。この橋から伊勢志摩スカイラインとの分岐まで御木本道路と同様に両側四車線。
- 五十鈴川支流島路川（伊勢市宇治館町）
志摩国と伊勢国の境を源流とし、島路山を流れ、内宮宮域で島路川と合流する。五十鈴トンネルと志摩路トンネルの間は島路川沿いである。
- 神路川（志摩市磯部町恵利原、川辺）
志摩国と伊勢国の境を源流とし、志摩市磯部町を流れ、野川と合流し伊雑ノ浦へ注ぐ。別名磯部川。志摩路トンネル南方は神路川沿いである。

周辺の鍾乳洞
- 恵利原の水穴（志摩市磯部町恵利原）
逢坂峠の南麓に位置し、別名天岩戸とも呼ばれる。水穴内部は広く、滝がある。名水百選に選ばれた水穴から流れ出る水は、志摩市の水瓶神路ダムの水源の1つとなる。
- 恵利原の風穴（志摩市磯部町恵利原）
水穴より逢坂峠よりにある鍾乳洞。夏季でも冷風が吹き出す。水穴と繋がっているという説がある。

周辺の滝
- 彦ヶ滝（伊勢市宇治館町）
朝熊山南腹にある滝。近くまで神宮の林道が通っているが、許可のない車両は通行禁止になっている。
- 天岩戸の滝（志摩市磯部町恵利原）
滝行ができるように恵利原の水穴から流れ出た水を滝にしているほか、水穴内部に滝がある。

周辺の湖
- 神路湖（三重県志摩市磯部町恵利原） - 神路ダムのダム湖。

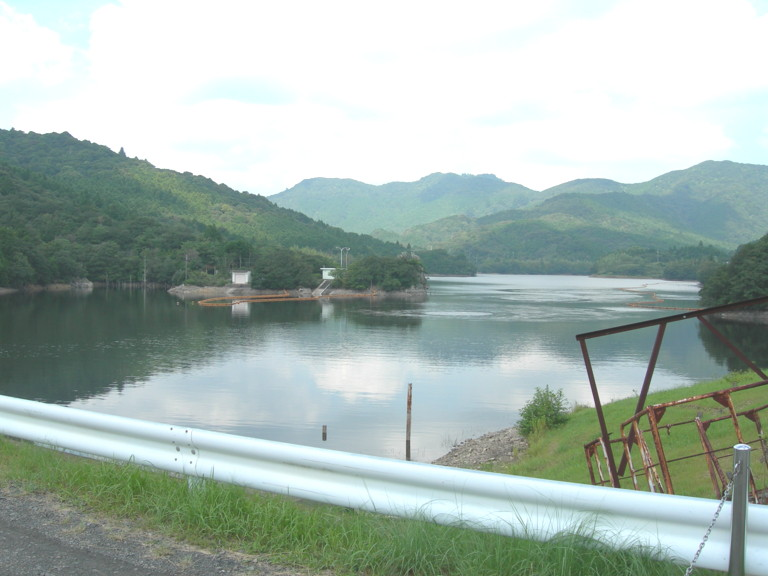
神路ダム

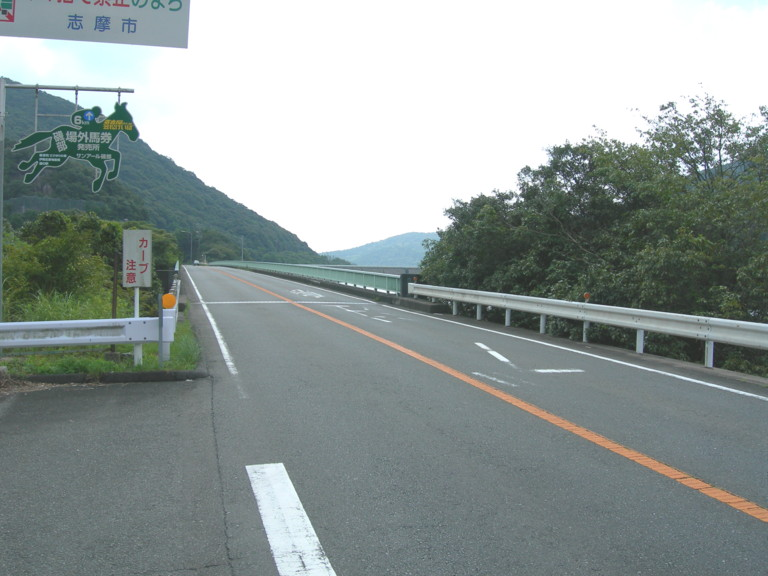
志摩市磯部町恵利原神路大橋

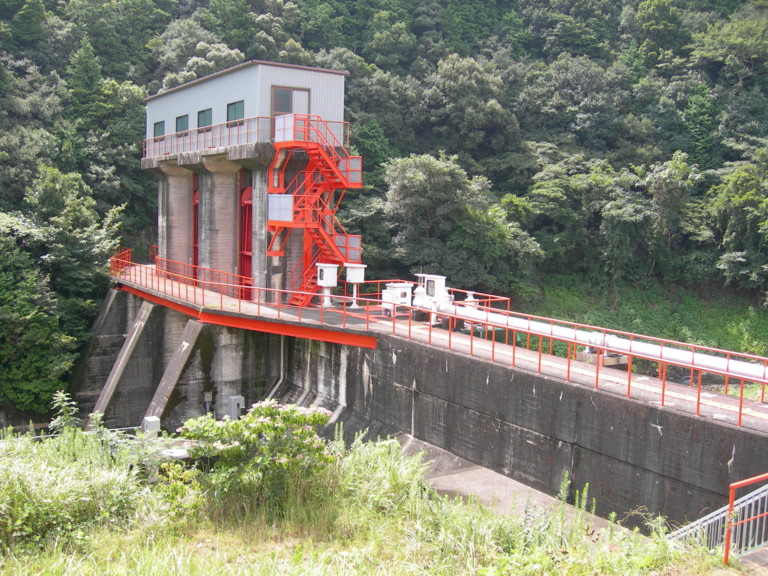
恵利原ダム

周辺のダム
- 神路ダム（三重県志摩市磯部町恵利原）
志摩市への上水道供給のために神路川に作られた均一アースダム。伊勢道路が開通した1965年（昭和40年）度に建設着手、1968年（昭和43年）11月給水開始、1971年（昭和46年）5月から一日最大給水量10,840m3で給水を開始した。1975年（昭和50年）度に拡張され、堤高29.6m、堤頂長155.3m、堤頂巾5.4m、堤体積150,222m3、総貯水量3,007,000m3、有効貯水量 2,789,000m3、利水量水道用水21,300m3/日となった。水源に名水百選があってもダムに貯められた水は淀んで水質が悪化するため、揚水筒に送風し水流を作ることで強制循環を行なっている。渇水時にはダムに沈んだ旧県道山田波切線が見えることがある。
  - 神路大橋（三重県志摩市磯部町恵利原） - 神路湖に架かる3つの橋のうち中央の橋。
  - 恵利原橋（三重県志摩市磯部町恵利原） - 神路大橋より南東にある神路湖に架かる橋。もっとも磯部町側で、ダムの近くにある。
- 恵利原ダム（志摩市磯部町恵利原）
神路ダムを補完するため、下流の浄水場近くに作られた重力式コンクリートダム。堤高13.0m、堤頂長57.0m、堤頂巾4.5m、堤体積3,841m3、総貯水量120,000m3、有効貯水量114,000m3。名称はダムであるが、堤高が15m以下であるため日本の河川法では堰となる。水源が小河川にすぎない神路川では増大した水需要に対応できず水不足が生じたため、1992年（平成4年）4月より櫛田川上流の蓮ダムより給水されることになった。